# Praia Comprida (Florianópolis)
 (signalé en juillet 2025).
Si vous disposez d'ouvrages ou d'articles de référence ou si vous connaissez des sites web de qualité traitant du thème abordé ici, merci de compléter l'article en donnant les références utiles à sa vérifiabilité et en les liant à la section « Notes et références ».
- Archive Wikiwix
- Bing
- Cairn
- DuckDuckGo
- E. Universalis
- Gallica
- Google
- G. Books
- G. News
- G. Scholar
- Persée
- Qwant
- (zh) Baidu
- (ru) Yandex
- (wd) trouver des œuvres sur Wikidata

Praia Comprida est une plage de la municipalité de Florianópolis, au Brésil. Elle se situe au nord-ouest de l'île de Santa Catarina, sur les rivages de la baie Nord, dans le district de Santo Antônio de Lisboa.
Jusque dans les années 1970, la plage était uniquement utilisée par ses habitants, pour leur habitation et leur subsistance, tirée des produits de la pêche, de l'agriculture (manioc, maïs, riz...) et de la collecte des fruits de la mer (crevettes, callinectes et Corbiculidaes). 
Récemment[Quand ?], de nombreux estivants sont venus s'installer sur cette plage recherchée pour sa tranquillité.